# Corynascella humicola
Corynascella humicola är en svampart som beskrevs av Arx & Hodges 1975. Corynascella humicola ingår i släktet Corynascella och familjen Chaetomiaceae.   Inga underarter finns listade i Catalogue of Life.